# IC 1134
IC 1134 ist eine elliptische Galaxie vom Hubble-Typ E-S0 im Sternbild Schlange nördlich des Himmelsäquators, die schätzungsweise 667 Millionen Lichtjahre von der Milchstraße entfernt ist.
Das Objekt wurde am 1. Juli 1891 von Stéphane Javelle entdeckt.